# Національний інститут геофізики та вулканології
41°49′41″ пн. ш. 12°30′55″ сх. д. / 41.828055555556° пн. ш. 12.515277777778° сх. д.
Національний інститут геофізики та вулканології (італ. Istituto Nazionale di Geofisica e Vulcanologia, INGV) — італійський науково-дослідний інститут, відповідальний за вивчення геофізичних і вулканологічних явищ і за управління відповідними національними мережами моніторингу сейсмічних і вулканічних явищ.
INGV фінансується Міністерством освіти, університетів і досліджень Італії.  Його головні обов'язки в системі цивільного захисту Італії полягають у підтримці та моніторингу національних мереж сейсмічних та вулканічних явищ, а також у інформаційній та освітній діяльності для населення Італії. В інституті працює близько 1000 людей, розподілених між штаб-квартирою в Римі та іншими підрозділами в Мілані, Болоньї, Пізі, Неаполі, Катанії та Палермо.

## Президенти
- 29 вересня 1999 — 11 серпня 2011: Енцо Боскі[4]
- 12 серпня 2011 — 29 лютого 2012: Доменіко Джардіні[4]
- 27 березня 2012 — 28 квітня 2016 : Стефано Греста (з 1 березня 2012 виконувач обов'язків)
- 28 квітня 2016 — досі: Карло Догліоні[5]

## Підрозділи
INGV поділяється на три відділи (Землетруси, Вулкани, Навколишнє середовище), вісім основних організаційних відділів і національний центр з вивчення землетрусів, розташованих у семи італійських офісах:
- Рим (штаб-квартира)
  - Розділ Рим 1 — Сейсмологія і тектонофізика
  - Розділ Рим 2 — Геомагнетизм, аерономія та геофізика навколишнього середовища
  - Національна обсерваторія землетрусів (раніше Національний центр землетрусів)
- Мілан
  - Ділянка Мілан-Павія — застосування сейсмології до техніки
- Піза
  - Розділ Пізи
- Болонья
  - Розділ Болонья
- Неаполь
  - Розділ Неаполь — Везувіанська обсерваторія
- Катанія
  - Розділ Катанія — обсерваторія Етна
- Палермо
  - Розділ Палермо — Геохімія

### Філії
Діяльність INGV також відбувається у філіях:
- Анкона
- Ареццо
- Геркуланум
- Феррара
- Гібілманна (Чефалу)
- Гроттамінарда
- Аквіла
- Ліпарі
- Мессіна
- Ніколозі
- Портовенере
- Рокка ді Папа, музей
- Рим, віа XXIV Maggio
- Рим, віале Пінтуріккіо
- Стромболі, інформаційний центр
- Вулькано